# Isthmiade perpulchra
Isthmiade perpulchra är en skalbaggsart som beskrevs av Linsley 1961. Isthmiade perpulchra ingår i släktet Isthmiade och familjen långhorningar.
Artens utbredningsområde är Panama. Inga underarter finns listade i Catalogue of Life.